# Cerkiew Opieki Matki Bożej w Kobylanach
Cerkiew Opieki Matki Bożej – prawosławna cerkiew parafialna w Kobylanach. Należy do dekanatu Terespol diecezji lubelsko-chełmskiej Polskiego Autokefalicznego Kościoła Prawosławnego.
Świątynia znajduje się w centrum miejscowości, przy ulicy Słonecznej 65.
Pierwsza cerkiew prawosławna w Kobylanach powstała przed 1519, zaś najpóźniej w 1539 stała się siedzibą parafii wchodzącej w skład eparchii chełmskiej. Podobnie jak pozostałe placówki duszpasterskie tej administratury, przyjęła unię, co nastąpiło w 1620. W 1875, wskutek likwidacji unickiej diecezji chełmskiej, cerkiew w Kobylanach ponownie stała się świątynią prawosławną. Piętnaście lat później na miejscu starszego obiektu sakralnego wzniesiona została nowa murowana cerkiew, autorem jej projektu był Wiktor Syczugow.
Świątynia była nieczynna w latach 1917–1920. Jej stan utrzymania uległ wówczas częściowej degradacji. W dwudziestoleciu międzywojennym odnowiony obiekt był siedzibą zarejestrowanej, etatowej parafii prawosławnej. Cerkiew była w 1927 przedmiotem sporu między wyznawcami prawosławia i neounii, pozostała jednak w rękach dotychczasowych właścicieli, którzy nadal nią administrują. We wnętrzu obiektu znajduje się zabytkowe dziewiętnastowieczne wyposażenie, wykonane dla cerkwi w Kobylanach lub przeniesione do niej ze świątyń zniszczonych w czasie akcji rewindykacyjnej w 1938.

## Historia

### Pierwsza cerkiew w Kobylanach
Najstarsza wzmianka o istnieniu w Kobylanach cerkwi prawosławnej pochodzi z 1519. W 1539 obiekt ten odnotowany został jako siedziba parafii tego wyznania. Chociaż eparchia chełmska, do której należała placówka, przyjęła w 1596 unię, parafia kobylańska nie uznawała jurysdykcji unickiej jeszcze przez dwadzieścia cztery lata. Dopiero w 1620 miejscowa cerkiew stała się świątynią unicką, zachowując status parafialnej.
Protokół wizytacji unickiego biskupa chełmskiego w parafii z 1726 opisuje cerkiew jako „starą”, nie podając jednak precyzyjnie jej wieku. W dokumencie odnotowano, że cerkiew została wzniesiona przez samych parafian z drzewa sosnowego, był to obiekt trójdzielny, z dzwonnicą ponad przedsionkiem, kryty gontem i zwieńczony dwoma krzyżami. Stan techniczny budynku oceniono jako zły, podkreślając postępujące gnicie drewna, z którego wzniesiono świątynię. Na początku XIX w. cerkiew służyła 904 wiernym.
Cerkiew w Kobylanach ponownie przeszła we władanie Kościoła prawosławnego wskutek likwidacji unickiej diecezji chełmskiej w 1875. Nadal była siedzibą parafii i należała odtąd do wikariatu lubelskiego eparchii chełmsko-warszawskiej, do którego zaliczono wszystkie placówki duszpasterskie przejęte przez Rosyjski Kościół Prawosławny po unitach. Na kilka lat przed likwidacją diecezji chełmskiej z unickiej cerkwi w Kobylanach korzystało 817 parafian. W 1886 kobylańska cerkiew została prowizorycznie odnowiona przez miejscowych parafian. Wzmocniono wówczas konstrukcję jej ścian i dachu, a we wnętrzu wykonano skromną dekorację malarską. W latach 80. XIX w. cerkiew otrzymała od kupców moskiewskich ok. 600 rubli.

### Cerkiew murowana

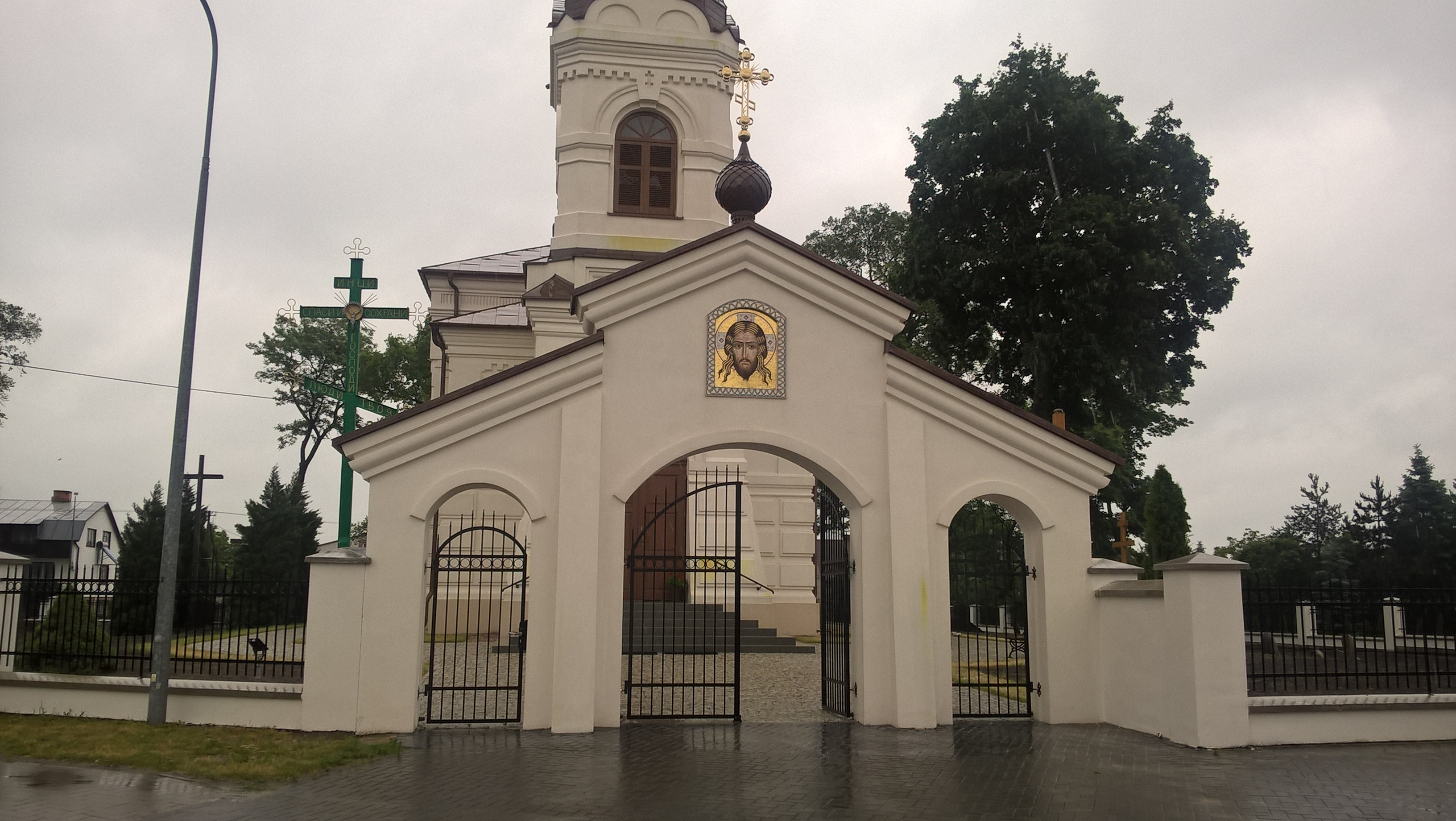
Brama wjazdowa na teren cerkwi

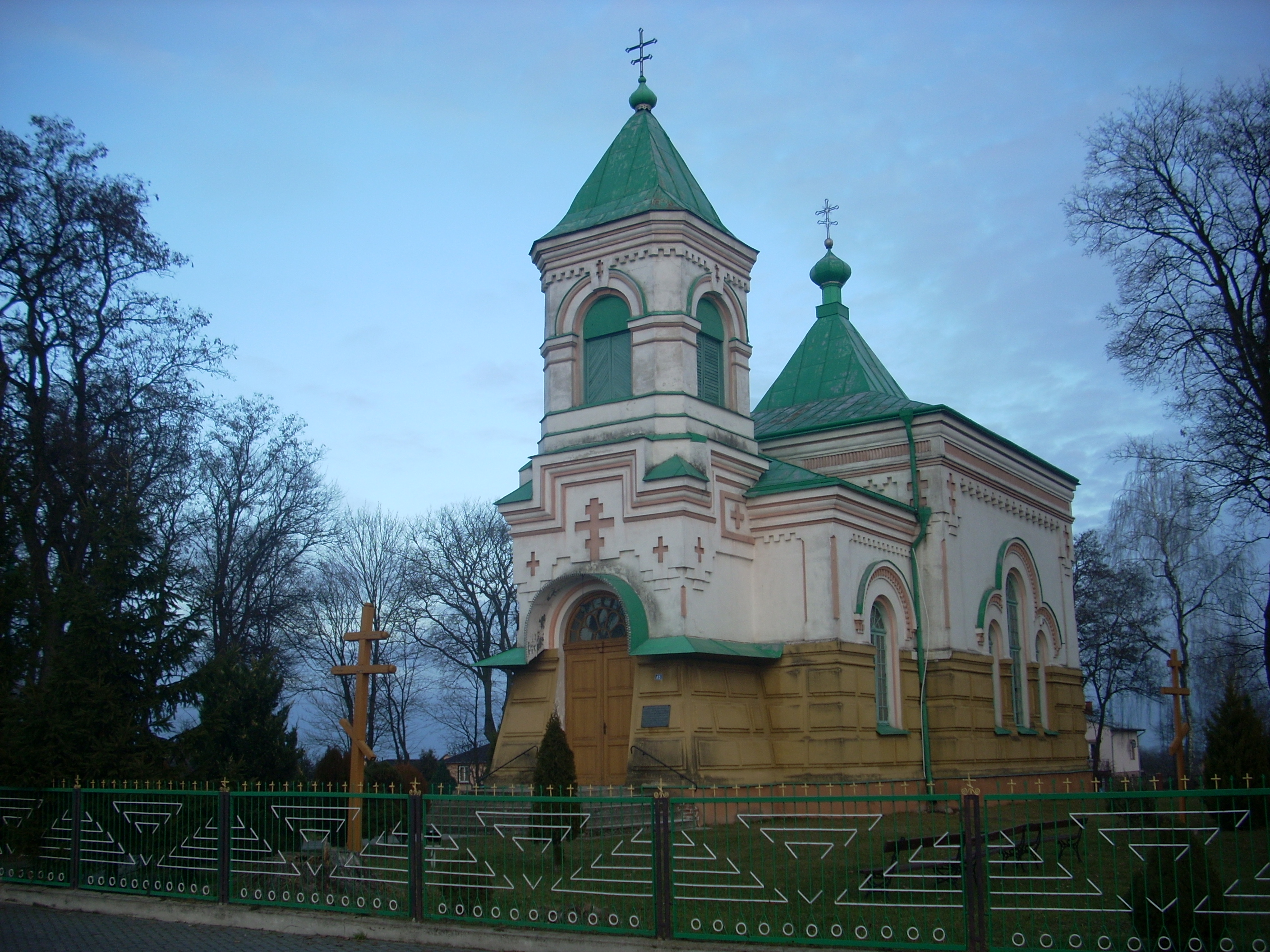
Widok cerkwi przed remontem

W 1890 na potrzeby kobylańskiej parafii wzniesiono nową cerkiew, tym razem murowaną, z cegły. Projekt budynku opracował architekt Wiktor Syczugow, członek Cesarskiej Akademii Sztuk Pięknych; jest on autorem również kilku innych projektów świątyń prawosławnych wznoszonych po likwidacji unickiej diecezji chełmskiej w zastępstwie starszych cerkwi. Budowa świątyni została sfinansowała przez państwo, z funduszu przeznaczonego na wznoszenie nowych cerkwi. Budynek wyświęcił 25 września 1890 biskup lubelski Flawian. W 1875 urządzono także nowy cmentarz, sąsiadujący bezpośrednio ze świątynią. W 1898 parafia w Kobylanach liczyła 1284 osoby. W tym samym roku cerkiew odwiedził, w ramach wizytacji kanonicznej, biskup lubelski Tichon, późniejszy patriarcha moskiewski i całej Rusi.
W 1915 prawosławna ludność Kobylan znalazła się na liście osób przeznaczonych do ewakuacji, jednak ostatecznie na bieżeństwo udali się jedynie rosyjscy urzędnicy, wojskowi oraz miejscowy duchowny prawosławny z rodziną. Cerkiew jeszcze przez dwa lata pozostawała czynna, gdyż obsługiwał ją dojeżdżający mnich z monasteru św. Onufrego w Jabłecznej. W 1917 cerkiew została porzucona i zamieniona na szalet, zaś w czasie wojny polsko-bolszewickiej oddział radziecki urządził w niej stajnię. Mimo to w 1919 cerkiew została zarejestrowana jako siedziba parafii, jedna z trzech czynnych świątyń prawosławnych w powiecie bialskim. W 1921 Ministerstwo Wyznań Religijnych i Oświecenia Publicznego Rzeczypospolitej potwierdziło legalność funkcjonowania cerkwi w Kobylanach oraz jej filii w Horbowie. Raport starosty bialskiego opisuje, iż w tym momencie świątynia była w średnim stanie technicznym. Wymagała „odświeżenia” wewnątrz, remontu dachu i odbudowy zniszczonych wież. Regularne nabożeństwa w świątyni odbywały się od 1924. Była to wówczas jedna z czterech czynnych cerkwi w powiecie bialskim, a zarazem jedna z ośmiu w dekanacie bialskim diecezji warszawsko-chełmskiej.
Cerkiew w Kobylanach, obok cerkwi w Kostomłotach, miała – zgodnie z planami biskupa siedleckiego Henryka Przeździeckiego – stać się siedzibą parafii neounickiej. W obydwu miejscowościach doszło do zamieszek, gdy neounici pragnęli przejąć świątynie wraz z wyposażeniem, zaś prawosławni – nie dopuścić do ich utraty. Aby nie dopuścić do utraty świątyni, prawosławny metropolita warszawski i całej Polski Dionizy osobiście odwiedził świątynię w czerwcu 1927. Towarzyszący mu kaznodzieja wygłosił w cerkwi homilię, w której surowo krytykował politykę wyznaniową państwa, postawę hierarchii katolickiej wobec prawosławia i samą neounię. Mimo to proboszcz parafii w Kobylanach przeszedł do Kościoła neounickiego (jak podaje Pelica – głównie ze względów materialnych). Ministerstwo odmówiło wówczas zarejestrowania, jako administratora etatowej placówki prawosławnej, nowego kapłana wyznaczonego przez metropolitę warszawskiego. Cerkiew pozostawała mimo wszystko w rękach Kościoła prawosławnego Wobec odmowy rejestracji nowego proboszcza metropolita Dionizy kierował do Kobylan mnicha Nifonta (Niedźwiedzia) z monasteru w Jabłecznej, a gdy władze lokalne uznały jego działalność za nielegalną (duchowny nie został zarejestrowany jako etatowy) – hieromnicha Pankracego z ławry Poczajowskiej. Ostatecznie jeszcze w 1927 cerkiew na nowo zaczął obsługiwać etatowy duchowny parafialny.
W czasie akcji rewindykacji cerkwi prawosławnych cerkiew w Kobylanach nie była w żadnym momencie zagrożona zniszczeniem. W 1938, po zburzeniu ponad stu świątyń prawosławnych na ziemi chełmskiej, przewieziono do niej część elementów wyposażenia rozebranych obiektów sakralnych (niektóre znalazły się w prywatnych domach).
Cerkiew pozostawała nieprzerwanie czynna w czasie II wojny światowej i w latach powojennych. Obiekt był remontowany w latach 80. XX wieku (wtedy dokonano także renowacji ikonostasu), a następnie na początku XXI w.. W 2013 diecezja lubelsko-chełmska uzyskała dotację na kolejny remont. W ramach ukończonego do 2016 remontu odnowiono dach (zmieniając postać kopuł i dzwonnicy) i elewację (w tym mozaikę na zewnętrznej ścianie prezbiterium, przedstawiającą Matkę Bożą), odizolowano ściany fundamentowe, odnowiono posadzki, ściany wewnętrzne i stolarkę. Cały budynek pomalowano na biało. Po zakończonym remoncie, cerkiew została uroczyście poświęcona 14 października 2016 przez arcybiskupa lubelskiego i chełmskiego Abla. W 2017 Wojewódzki Konserwator Zabytków w Lublinie przyznał cerkwi Laur Konserwatorski (za najlepiej odrestaurowany zabytek w danym roku). Po zakończeniu remontu wnętrza, świątynia została 18 lipca 2021 r. ponownie konsekrowana przez arcybiskupa Abla.

## Architektura

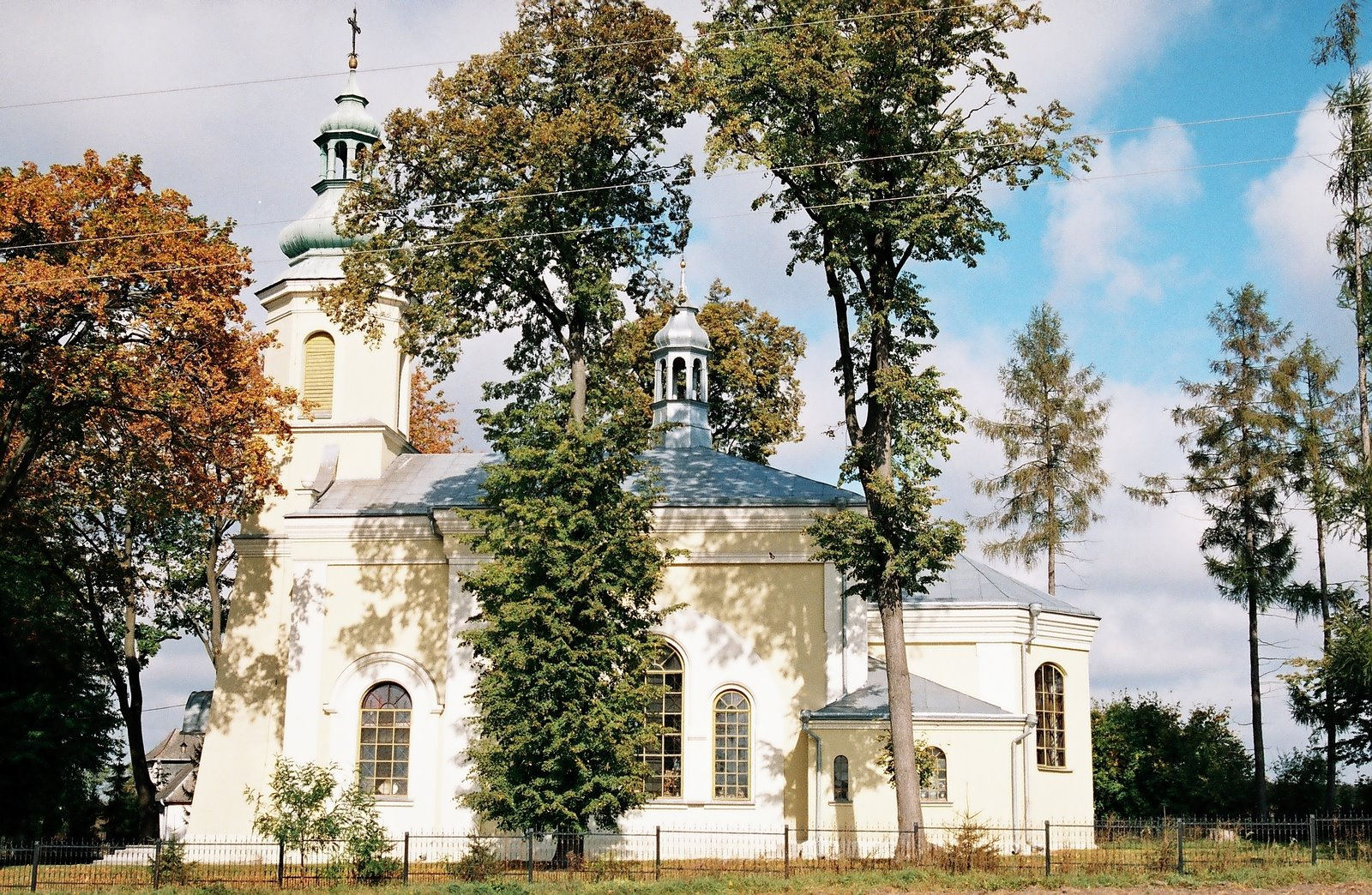
Cerkiew w Tarnawatce, zaadaptowana po 1915 na kościół katolicki i poważnie przebudowana, została wybudowana według analogicznego planu, co cerkiew w Kobylanach

Świątynia reprezentuje styl neoruski. Jest trójdzielna. Nawa cerkiewna została wzniesiona na planie kwadratu i nakryta dachem czteropołaciowym, który wieńczy pojedyncza cebulasta kopuła. Przedsionek również został wzniesiony na planie prostokąta. Wznosi się nad nim dzwonnica świątyni zwieńczona hełmem w formie dachu namiotowego wykończonego kopułką o analogicznym kształcie. Pomieszczenie ołtarzowe w cerkwi zamknięte jest poligonalnie.
Cerkiew w Kobylanach należy do grupy jedenastu świątyń, które w latach 80. i 90. XIX w. zaprojektował dla parafii na ziemi chełmskiej Wiktor Syczugow. Najbliższa formalnie cerkwi w Kobylanach była świątynia w Tarnawatce. Obydwie cerkwie wyróżniają się na tle pozostałych projektów Syczugowa większymi rozmiarami dzwonnicy i całego przedsionka oraz niemal kwadratową nawą. W celu zwiększenia wrażenia monumentalizmu świątyni architekt wprowadził plastyczne boniowanie strefy cokołowej oraz ozdobne gzymsy. Cerkiew przeznaczona jest dla równoczesnego udziału w nabożeństwie 400 wiernych.
Wyposażenie cerkwi w większości pochodzi z XIX w. Ikonostas świątyni jest dwurzędowy.
W sąsiedztwie świątyni znajdują się dwa drewniane krzyże oraz krzyż metalowy strącony z wieży budynku między rokiem 1917 a 1920.
Cerkiew wpisano do rejestru zabytków 18 listopada 1997 pod nr A-283.